# L'Arena (salle de basket-ball)
L'Arena (Anciennement La Caisse d'épargne Arena), est une salle de basket-ball située dans la commune française de Charleville-Mézières, dans le département des Ardennes.
Cette enceinte sportive accueille essentiellement les rencontres des équipes locales de basket-ball de la commune : l'équipe féminine des Flammes Carolo basket et l'équipe masculine de l'Étoile de Charleville-Mézières. La salle accueille également d'autres événements sportifs ou culturels se déroulant dans la commune.

## Nommage de la salle
Le contrat de naming s'étant terminé (la Caisse d’épargne n'ayant pas souhaité renouveler), le logo de l'entreprise bancaire a été retiré, et la salle est désormais appelé l'Aréna, dans l'attente d'un nouveau contrat.
Lors d'une conférence de presse, le 29 septembre 2023, il a été annoncé la signature d'un contrat de naming d'une durée de trois ans pour l'Arena, qui porte désormais le nom de "La Guinguette Arena" en partenariat avec La Guinguette Club Lounge de Charleville-Mézières,.

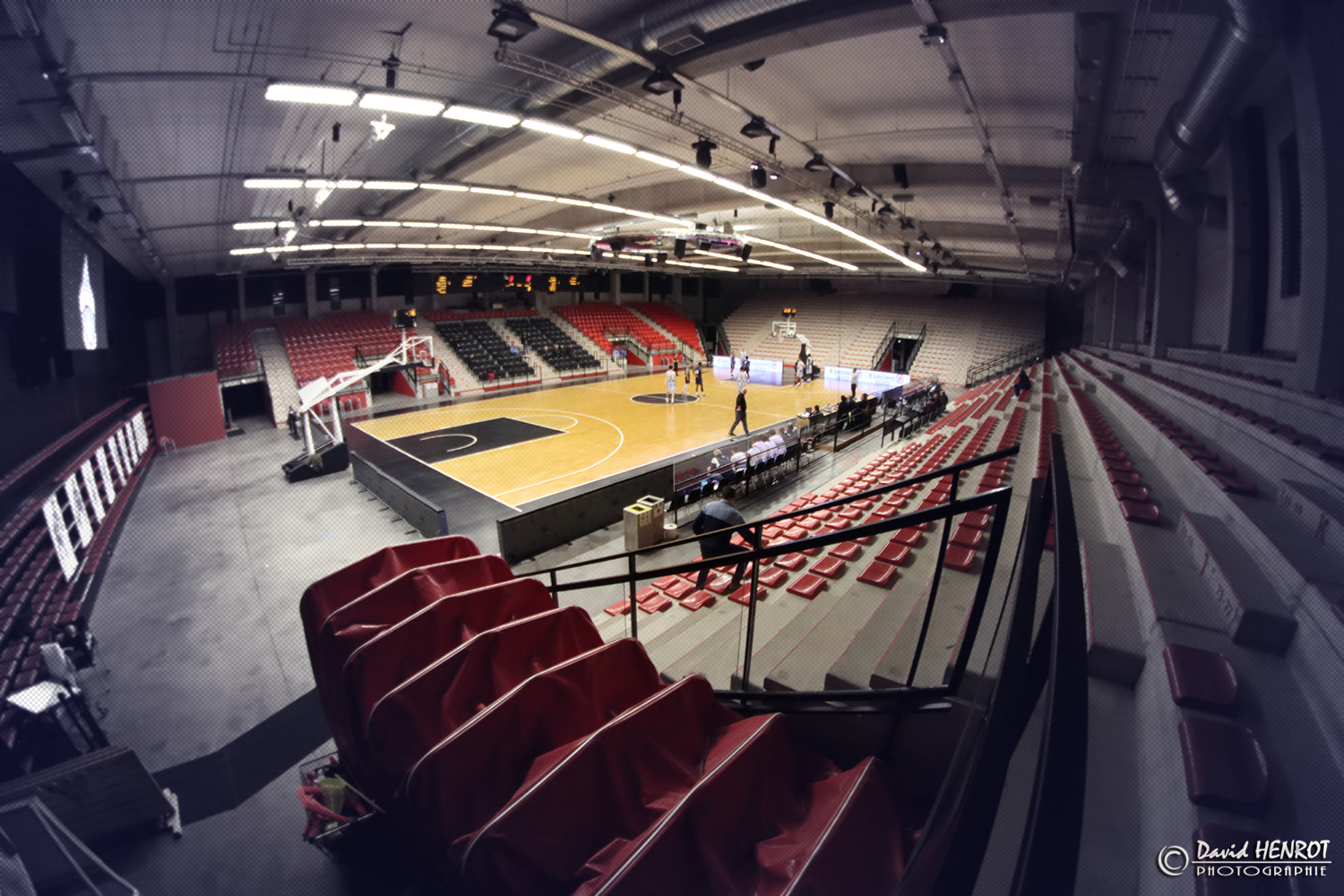
Arena Charleville